# Траскін Олександр Семенович
Траскін Олександр Семенович (1803—1855) — офіцер, учасник російсько-турецької війни 1828—1829 рр. і Кавказької війни. Начальник штабу Окремого Кавказького корпусу. З 1846 рік служив по цивільній частині. Попечитель Київського навчального округу (у 1846—1848 рр.), Харківський цивільний губернатор (в 1849—1855 рр.).
Освіту здобув в Пажеському корпусі, з якого в 1822 році був випущений прапорщиком в Гвардійський Генеральний штаб, потім служив у піхоті.
У 1828 році брав участь у Російсько-турецькій війні 1828—1829 рр. на Балканах і відзначився при облозі Варни.
Переведений в 1830 році знову в Генеральний штаб, Траскін в наступному році отримав чин капітана і 17 квітня 1834 був проведений в полковники з призначенням флігель-ад'ютантом і неодмінним членом ради Імператорської військової академії.
У другій половині 1830-х років Траскін був призначений офіцером Генерального штабу на Кавказ, в 1837 році він отримав посаду виконуючим обов'язки начальника штабу військ Кавказької лінії і Чорноморії і в 1839 році затверджений на цій посаді. На Кавказі Траскін неодноразово брав участь в походах проти горців, особливо відзначився в кампанії 1840 в Чечні і Дагестані.
11 лютого 1846 року Траскін отримав чин дійсного статського радника і був призначений на службу по Міністерству внутрішніх справ. У 1846—1848 рр. Траскін був попечителем Київського навчального округу. Потім в 1849—1855 рр. був Харківським цивільним губернатором. У 1854 році отримав чин таємного радника.